# Disco Volante
Disco Volante ist das zweite Studioalbum der Jazzcoreband Mr. Bungle. Das Album wurde im Oktober 1995 veröffentlicht.
Neben musikalischen Einflüssen von Jazz, Metal und Filmmusik orientierten sich die Musiker an Themen aus den Bereichen Literatur, Philosophie, Film und Kunst, insbesondere jener des Surrealismus.
Das Album gilt als das ideenreichste, vielfältigste und wichtigste der Band. Es wird gelegentlich als eines der innovativsten der 1990er Jahre bezeichnet; kommerziell war es hingegen im Vergleich mit den weiteren Veröffentlichungen der Band und deren Musiker ein Misserfolg.

## Vorgeschichte
Nach der Tour zum selbstbetitelten Debütalbum von 1991 waren die meisten Mr.-Bungle-Mitglieder in anderen Bands und Projekten aktiv. Sänger Mike Patton arbeitete bereits seit 1989 mit Faith No More und lud den Gitarrist Trey Spruance nur wenige Monate vor der Produktion von Disco Volante als Ersatz für Jim Martin hinzu. Gemeinsam veröffentlichten sie mit Faith No More das Album King for a Day… Fool for a Lifetime. Schlagzeuger Danny Heifetz engagierte sich bei den Bands Dieselhed und Neil Hamburger and the Hungry Man Band. Der Bassist Trevor Dunn und der Saxophonist Clinton McKinnon spielten derweil unabhängig voneinander als Studio- und Ensemblemusiker im Großraum San Francisco. Im Nachhinein bezeichnete der Schlagzeuger Danny Heifetz Disco Volante daher als „Renaissance“ der Band, womit er sich jedoch auch zusätzlich auf die Rückbesinnung auf frühere Demoarbeiten der Band bezog. Diese Rückbesinnung hob auch Trey Spruance hervor.

## Entstehung
Die Band schilderte das Songwriting zu Disco Volante als schwierigen Prozess. Trey Spruance erklärte, dass die meisten Songs in mehreren Etappen entstanden. Der erste Schritt der Aufnahme der von ihm verfassten Titel bestand aus einer Vierspuraufnahme vornehmlich der Gitarre. Anschließend sollte die Rhythmusgruppe einen der Gitarre entsprechenden Part spielen, welchen er mit aufnahm und abmischte. Im Anschluss fügte er der bisherigen Aufnahme den Keyboardteil hinzu. Erst mit dieser Rohfassung begann die Band mit den Aufnahmen.
Trevor Dunn hingegen spricht ebenso von einer Jam-Session, um die Ideen seiner Titel zu vervollständigen. Diese Auseinandersetzung der Band mit den geschaffenen Ideen der anderen Mitglieder betitelte er als traditionelle Mr.-Bungle-Methode, so dass nahezu alle Mitglieder an den einzelnen Titeln zumindest geringfügig beteiligt waren.
Der Anteil ihres Plattenlabels Warner Bros. Records bestand Spruance zufolge einzig in dem Geldvorschuss zur Produktion des Albums. Warner stellte Mr. Bungle eine Summe zwischen 80.000 und 100.000 US-Dollar zur Verfügung.
Anders als das selbstbetitelte Vorgängerwerk wurde Disco Volante nicht von dem mit der Band befreundeten Jazzmusiker John Zorn produziert. Stattdessen wurde das Album, ebenso wie der Nachfolger California, von Billy Anderson produziert und abgemischt. Anderson hatte sich bereits zuvor über seine Arbeiten für Neurosis’ Enemy of The Sun, The Melvins’ Houdini und Sick of It Alls Scratch the Surface Bekanntheit verschafft. Der gelernte Toningenieur Anderson galt damals schon als wichtiger Produzent für Undergroundmetal und war populär für einen sehr rohen und aggressiven Klang. Trotz seiner Fülle an weiteren populären Alben bezeichnete Anderson seine Arbeit mit Mr. Bungle als jene, welche ihn am meisten mit Stolz erfülle, und hob dabei die Länge der Arbeit an Disco Volante hervor. Von den ersten Aufnahmen bis zum fertigen Album arbeiteten Band, Gastmusiker und Produzent neun Monate an den einzelnen Stücken.

## Stil
Mr. Bungle entfernten sich auf ihrem zweiten Studioalbum von dem durch Ska, Punkrock, Funk Metal und Hard Rock dominierten Stil des selbstbetitelten Albums und kehrten nach eigener Aussage näher zu ihren Wurzeln zurück. Die als Death-Metal-Band gegründete Formation nahm neben Doom- und Deathelementen jedoch auch Klangelemente aus Avantgarde-Jazz, Klezmer, Neuer Musik und Filmmusik auf.
Neben dem durchgehend dominanten Metal und Hardcore kommen auch Fragmente und Strukturen aus Easy Listening, Tango, Swing, Folklore oder Techno zum Tragen.
Die Stücke erweisen sich als besonders wechselhaft und komplex. Obwohl sich auf dem Album keine Improvisationen finden, setzt sich die Melange aus Lärm und Musik stets aus einer Mixtur aus Free Jazz und diversen Bereichen des Metals zusammen.
Auffällig im Gesamtklang des Albums ist sowohl die häufige Nutzung einer elektronischen Orgel als auch die diverser Stimmeffekte. Ebenso ungewöhnlich für das Metal- und Hardcoregenre ist die wiederholte Nutzung des Scat-Gesangs und der sinfonischen Dichtung.
Nahezu alle Titel werden von Brüchen durchzogen, die meist das gesamte Songgerüst zumindest kurzfristig variieren oder zerstören. Der Titel „Merry Go Bye Bye“ vollzieht diesen Wechsel vom Surfrock über Noise und Death Metal zum Pop der 1950er Jahre, ist dabei aber vergleichsweise wenig verschachtelt. Andere Titel enthalten weniger offensichtliche Brüche wie das an Doom- und Sludge Metal angelehnte „Everyone I Went To High School With Is Dead“, welches sich zum Ende überschlägt und zu einer Melange aus Avantgarde Jazz und Noise zerfällt. Hinzukommend wird das gesamte Album von Geräuscheffekten und Klangsamples durchzogen, welche den jeweiligen Titel inhaltlich unterstützen oder ebenfalls kurzfristig brechen.

## Titel
Disco Volante bedeutet wörtlich übersetzt „fliegende Scheibe“, stellt jedoch wie der deutsche Ausdruck „fliegende Untertasse“ auch ein italienisches Synonym für ein UFO dar. Den Titel „Disco Volante“ trugen ebenfalls ein italienischer komisch-grotesker Science-Fiction-Film aus dem Jahr 1964 und ein fiktives Tragflügelboot aus dem 1961 von Ian Fleming geschriebenen und 1965 verfilmten James-Bond-Film Thunderball. Mr. Bungle coverten bereits Ende der 1980er Jahre, den von Tom Jones im Original gesungenen Titelsong. Sowohl Dunn als auch Spruance und Patton betonten ihren Hang zu Surrealismus und Kinofilmen, besonders B-Movies, woraus sich die Namensgebung des Albums erklärt. John Zorn benannte einen Song der 1997er Neuauflage seines 1990 erschienenen Albums Locus Solus nach dem Album von Mr. Bungle.

## Gestaltung

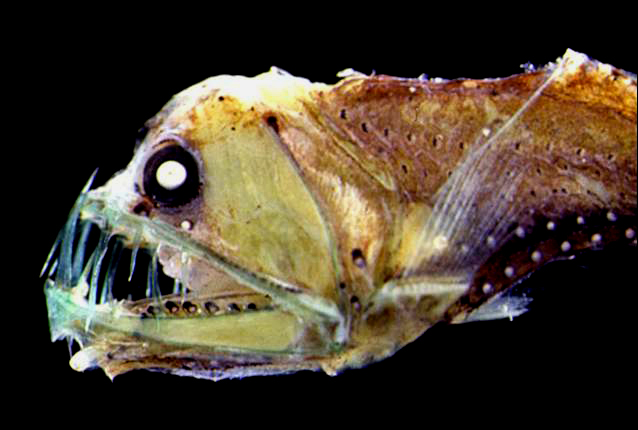
Der Kopf eines Viperfisch.

Das Artwork wurde von der Band, dem australischen Comedian und Post-Punk-Musiker Gregg Turkington und der Musikerin Margaret Muffay entworfen. Das Artwork basiert auf dem Titel „The Bends“ und nimmt Ideen der Surrealisten und Jules Vernes 20.000 Meilen unter dem Meer sowie Ian Flemings Thunderball auf.
Das Coverphoto zeigt einen getrockneten Viperfisch, der das Auge einer jungen Frau umschließend von ihr gehalten wird. Das Bild erinnert über den Ausschnitt und die blassgrüne Farbigkeit an die markante Szene des Films Ein andalusischer Hund, in der einer Frau vermeintlich mit einem Rasiermesser ins Auge geschnitten wird. Den Film benannte Dunn unter anderem als einen seiner wichtigsten nichtmusikalischen Einflüsse. Das Foto stammt von Arthur Hertz, einem der Direktoren des Wometco Enterprises Miami Seaquarium. Die weiteren Fotos unterstreichen ebenfalls den surrealen Aspekt des Albums. Die Bookletrückseite ziert eine Illustration des National-Geographic-Illustrators Davis Meltzer, eine dunkel gehaltene Unterwasserszene mit mehreren Tauchern und einigen technischen Apparaturen inklusive einer auf dem Boden verankerten Luftkuppel. Dabei weisen die roten Taucheranzüge und die Illustration deutliche Ähnlichkeit zum Look Down/Underwater Battle Plakat des James-Bond-Films Thunderball von Frank McCarthy aus dem Jahr 1965 auf.
Die Rückseite der Hülle enthält die Titelangaben ohne die versteckten Stücke in grüner Schrift auf schwarzem Grund, Band- und Albumnamen sowie eine Unterwasseraufnahme. Das Bild zeigt einen Helmtaucher. Dieser wird jedoch anstatt über einen Helm über einen durchgehenden Schlauch beatmet, der das Gesicht mit einschließt und keinen Sichtbereich freilässt. Der Taucher trägt schlichte Kleidung, geht auf dem Grund, trägt einen Beutel und hält eine Hellebarde. Das Bild stammt von dem Fotografen Joseph A. Tompson.
Das Booklet der CD enthält darüber hinaus zu jedem Titel eine grafische Aufarbeitung. Alle Bilder sind in Schwarzweiß gehalten und vermitteln eine düster-aggressive und surreale Stimmung. Darunter sind ebenso ein blutverschmiertes Highschooljahrbuch, ein fragmentierter Unterkiefer oder Collagen von Tatortfotos wie gezeichnete surreale Figuren und Landschaften enthalten.

## Bookletangaben

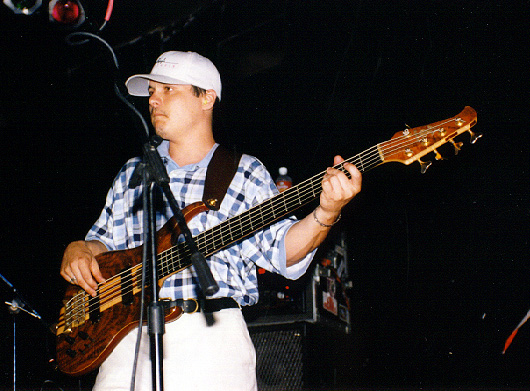
Der Bassist Trevor Dunn spielt laut Bookletangaben „Niedertracht“ und „Abscheulichkeit“.

Neben den üblichen Angaben über Artwork und Studios enthalten die Bookletangaben einige Besonderheiten. Danny Heifetz wird im Booklet als I Quit (Ich gebe auf) geführt, mit einem Holzblock als einziger Instrumentenangabe. Heifetz äußerte hierzu, dass der nihilistische Name seiner damaligen Gemütsverfassung entsprach und er für den eventuellen Fall eines tatsächlichen Ausstiegs seine 30-Tage-Frist einer Kündigung eingehalten hätte. Dass nur der Holzblock angeführt wurde, erklärte Heifetz hingegen mit den Worten: „I played the fuck out of that woodblock“ („Ich habe die Scheiße aus diesem Holzblock herausgespielt“).
Trey Spruance hingegen wird als Uncooked Meat Prior To State Vector Collapse angegeben, was übersetzt bedeutet: Rohes Fleisch kommt dem Kollaps der Wellenfunktion zuvor. Dem Bassisten Trevor Dunn werden im Booklet keine Instrumente zugeordnet, sondern Niedertracht (base) und Abscheulichkeit (vile). Die Bandmitglieder äußerten sich nicht zu den Angaben zu Spruance und Dunn. Dunns „Base“ und „Vile“ werden jedoch meist den von Dunn gespielten Instrumenten „Bass“ für E-Bass und „Viol“ für Kontrabass gegenübergestellt.
Die im Booklet abgedruckte Titelliste enthält nach dem zwölften Stück „Merry Go Bye Bye“ den Titel „Nothing“ (nichts) ohne eine zugehörige Titelnnummer. Obwohl sich hinter dem Stück „Merry Go Bye Bye“ eine unbetitelte Noisepassage befindet, ist diese nicht das Stück „Nothing“. Stattdessen dient der Titel der Erwähnung der beiden Bandmitglieder Theo Lengyel und Danny Heifetz als Liedschreiber, die ansonsten an keinem Songwriting beteiligt waren und somit auf Disco Volante „nichts“ geschrieben haben.

## Vermarktung

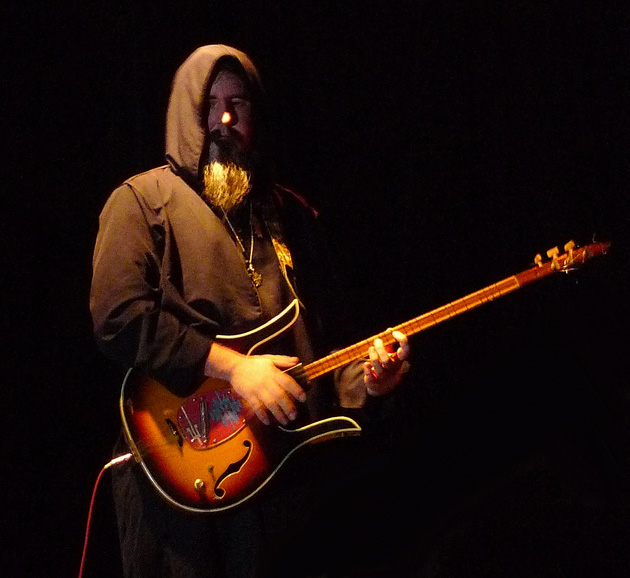
Trey Spruance bei einem Liveauftritt der Secret Chiefs 3 aus dem Jahr 2009

Nach der Veröffentlichung wurde Disco Volante nicht durch das Label gefördert. Werbeanzeigen in Printmedien oder die Produktion von Musikvideos blieben aus; zudem wurden keine Singles ausgekoppelt. Kommerziell war das Album folglich ein Misserfolg. Während Danny Heifetz den Mangel an Kommunikation und Interesse von Seiten des Labels anprangerte, gab Trey Spruance sich zufrieden mit dessen vermeintlichem Desinteresse.

“If they promoted it, then we’d owe the record company for it. So we’re in kind of a good situation. We get enough money to put out our fucking records, they don’t care WHAT we do on the record. We don’t get censored at all. They put it out, send it around the world, and they don’t expect anything from us. It’s kind of a good situation.”

„Würden sie (Warner Bros. Records) es fördern, müssten wir der Plattenfirma dafür dankbar sein. Also befinden wir uns in einer guten Lage. Wir erhalten genug Geld, unsere Platte zu produzieren, und sie interessieren sich nicht dafür, WAS wir darauf machen. Wir werden nicht zensiert. Sie bringen es raus, schicken es um die Welt und erwarten nichts von uns. Das ist eine gute Lage.“

Auch ohne die Unterstützung der Plattenfirma erreichte Disco Volante den vierten Platz der Billboard Heatseeker Charts. Die Heatseeker Charts sind spezielle Charts des US-amerikanischen Billboard Magazines, welche Veröffentlichungen von Künstlern ohne bisherigen Charterfolg hervorheben.
Das Album sollte ursprünglich über Slash Records auch auf dem europäischen Markt erscheinen. Das an Warner Bros. Records angegliederte Label verweigerte die Vermarktung unter der Begründung, dass es keinen Markt für das Album in Europa gebe, weshalb das Album in Europa nur als Import erhältlich ist.

## Veröffentlichte Varianten
In Amerika erschienen verschiedene Vinylversionen mit einer auf 1000 Stück limitierten grünen Vinylversion und einer allgemeinen in schwarzem Vinyl. Die limitierte Schallplatte erschien mit einer bis dahin unveröffentlichten 7″-Single, die neben dem Mr.-Bungle-Titel „Platypus“ noch zwei Titel von Spruance’ späterer Hauptband Secret Chiefs 3 enthält. Die B-Seite der Single ist somit der ersten Veröffentlichung der Secret Chiefs 3 vorbehalten und trägt den Namen „The Legendary Paper Project“. Enthalten sind die labelkritischen Stücke „Prelude The Fugue With WB Major“ und „Label Influence“. „Platypus“ befand sich nicht auf der Langspielplatte. Die Kassette hingegen enthält sowohl dieses Stück als auch als Gimmick eine kolorierte Version des Bildes zu „Ma Meeshka Mow Skwoz“, welches sich in Schwarzweiß auch im Booklet der CD befindet. Die CD enthält „Platypus“ sowie den versteckten Titel hinter „Merry Go Bye Bye“, zu jedem Song ein eigenes Artwork und versteckt wie auch die Kassette den als Secret Song bekannten Hidden Track nicht.
Alle Veröffentlichungen beinhalteten den Hinweis, dass man für das Zusenden von zwei US-Dollar zusätzliches Material erhalten kann. Die Band gab eine eigene Postfachadresse an und verwies darauf, dass das Label keinerlei Einfluss auf die zusätzlichen Gimmicks habe. Das zuzügliche Fanpaket enthielt einige Aufkleber, die Scat-Texte der Songs „Ma Meeshka Mow Skwoz“ und „Chemical Marriage“ sowie weitere Ergänzungen des Artworks.

## Tournee

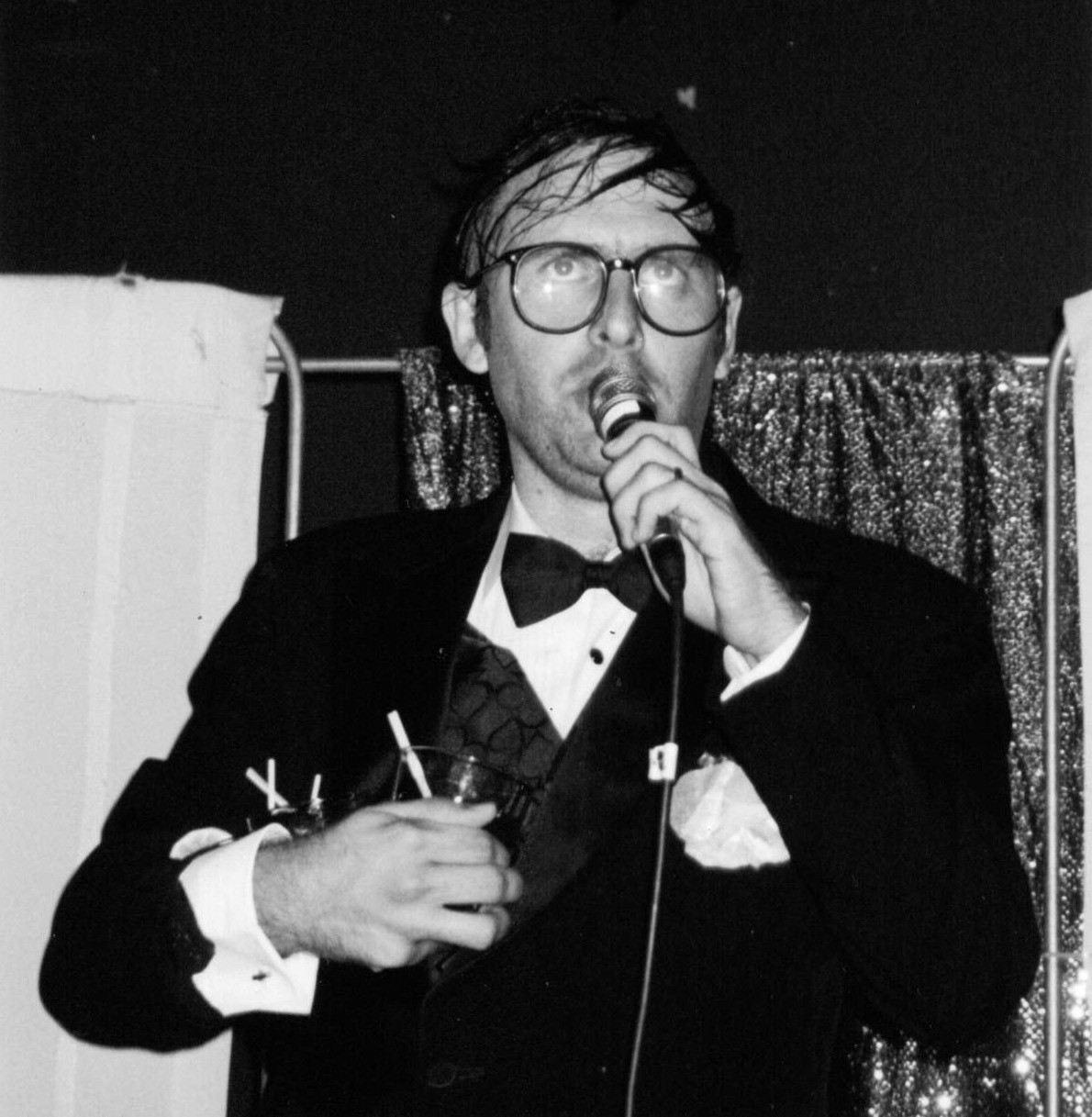
Tourmanager Gregg Turkington bei einem seiner Comedyauftritte als Neil Hamburger

Der für das Artwork mitverantwortliche Gregg Turkington engagierte sich auch als Tourmanager der Band. Turkington verband seit etwa 1990 eine langfristige Freundschaft mit der Band, aus der unter anderem auch einige Zusammenarbeiten entstanden. Besonders Spruance und Turkinson arbeiteten seither regelmäßig zusammen.
Die Tournee, die sich direkt der Veröffentlichung anschloss und von 1995 bis 1996 stattfand, beinhaltete Auftritte in Nordamerika, Europa sowie Australien und endete schließlich mit zwei Shows in San Francisco. Ein Großteil dieser Tournee wurde durch den bekannten Perkussionisten William Winant begleitet. Trotz seiner anhaltenden Mitarbeit klammerte die Band Winant weiterhin als Mitglied aus und nannte ihn lediglich einen Gastmusiker.
Der Saxophonist Theo Lengyel verließ die Band nach der Tour ohne eine offizielle Stellungnahme. Später äußerten sich jedoch einige verbleibende Bandmitglieder zu seinem Austritt. Während Trevor Dunn von einer Behinderung der kreativen Entwicklung der Band und einer mangelnden Entwicklung Lengyels als Musiker sprach, führte Danny Heifetz persönliche Differenzen als Grund an.

„I miss him. He added a huge chemical imbalance that helped us on the road. He hates us and rightfully so.“

„Ich vermisse ihn. Er brachte ein chemisches Ungleichgewicht in die Band, das uns auf Tour half. Er hasst uns, und zwar mit Recht.“

## Titellisten
|  | LP A-Seite 1. Everyone I Went to High School With Is Dead – 2:44 (Dunn) 2. Chemical Marriage – 3:09 (Spruance) 3. Sleep (Part II): Carry Stress in the Jaw – 4:42 (Dunn) Unbetitelt(Im Multi Groove) – 4:17 (Dunn / ? Patton, McKinnon, Spruance) 4. Desert Search for Techno Allah – 5:24 (Spruance, Patton/Spruance) 5. Violenza Domestica – 5:14 (Patton, Patton/Spruance) 6. After School Special – 2:47 (Dunn/McKinnon/Patton, McKinnon) B-Seite 1. Sleep (Part III): Phlegmatics – 3:16 (Dunn) 2. Ma Meeshka Mow Skwoz – 6:06 (Spruance) 3. The Bends – 10:28 (Patton/McKinnon/Spruance) 1. Man Overboard- 0:41 2. The Drowning Flute- 0:52 3. Aqua Swing- 1:56 4. Follow the Bubbles- 0:14 5. Duet for Guitar and Oxygen Tank- 0:51 6. Nerve Damage- 0:38 7. Screaming Bends- 0:40 8. Panic in Blue- 0:57 9. Love on the Event Horizon- 1:29 10. Re-Entry- 1:46 4. Backstrokin' – 2:27 (Patton) 5. Merry Go Bye Bye – 6:16 (Spruance) 7″-Single A-Seite 1. Mr. Bungle – Platypus – 5:07 (Dunn, Dunn/Spruance) B-Seite 1. The Secret Chiefs Trio – The Legendary Paper Project (Heifetz/Dunn/Spruance) 1. Prelude The Fugue With WB Major – 1:42 2. Label Influence – ??? |  | CD 1. Everyone I Went to High School With Is Dead – 2:44 (Dunn) 2. Chemical Marriage – 3:09 (Spruance) 3. Sleep (Part II): Carry Stress in the Jaw – 8:59 1. Sleep (Part II): Carry Stress in the Jaw – 4:42 (Dunn) 2. Unbetitelt – 4:17 (Dunn/ ?Patton, McKinnon, Spruance) 4. Desert Search for Techno Allah – 5:24 (Spruance, Patton/Spruance) 5. Violenza Domestica – 5:14 (Patton, Patton/Spruance) 6. After School Special – 2:47 (Dunn/McKinnon/Patton, McKinnon) 7. Sleep (Part III): Phlegmatics – 3:16 (Dunn) 8. Ma Meeshka Mow Skwoz – 6:06 (Spruance) 9. The Bends – 10:28 (Patton/McKinnon/Spruance) 1. Man Overboard- 0:41 2. The Drowning Flute- 0:52 3. Aqua Swing- 1:56 4. Follow the Bubbles- 0:14 5. Duet for Guitar and Oxygen Tank- 0:51 6. Nerve Damage- 0:38 7. Screaming Bends- 0:40 8. Panic in Blue- 0:57 9. Love on the Event Horizon- 1:29 10. Re-Entry- 1:46 10. Backstrokin' – 2:27 (Patton) 11. Platypus – 5:07 (Dunn, Dunn/Spruance) 12. Merry Go Bye Bye – 12:57 (Spruance) 1. Merry Go Bye Bye – 6:16 2. Pause – 1:03 3. Unbetitelt – 5:38 |  |

## Titelinformationen

### Everyone I Went To High School With Is Dead
Der erste Titel des Albums „Everyone I Went To High School With Is Dead“ entstand bereits Jahre vor den Aufnahmen zu Disco Volante und wurde von der Band bereits 1992 live aufgeführt. Der Titel wird vornehmlich dem Stil Sludge zugerechnet. Die von Dunn geschriebene Musik weist Anleihen an EyeHateGod und The Melvins auf. Anstatt im Metal üblicher Gitarrensoli werden die Strophen von Noisepassagen umrahmt und untermalt. Der Text wird derweil von der gesamten Band im Sprechchor vorgetragen. Die Band erzählt aus der Sicht einer enttäuschten Person, die ihr Leben an ihrer verpatzten Highschoolzeit misst. Sie streicht die verstorbenen Mitschüler aus dem Jahrbuch und verfällt darüber in Trauer, obwohl sie nie einen Bezug zu den anderen Schülern hatte, sie zum Teil sogar verachtete. John Zorn nutzte für verschiedene spätere Projekte Teile des Stücks.

### Chemical Marriage und Ma Meeshka Mow Skwoz
Im zweiten („Chemical Marriage“) und achten Titel („Ma Meeshka Mow Skwoz“) nutzt Mike Patton seine Stimme als lautmalerisches Instrument. Zu „Ma Meeshka Mow Skowz“ erschuf die Band laut Spruance sogar eine eigene Sprache. Neben der Lautmalerei Pattons werden die von Spruance geschriebenen Titel durch elektronische Orgeln begleitet, welche den Titeln das Flair düsterer Jahrmarktsmusik verleihen.
Die Songstruktur vom „Chemical Marriage“ gleicht dabei eher dem von Spruance oft genutzten Surfrock, während das Stück „Ma Meeshka Mow Skwoz“ besonders durch Klezmerartige Passagen hervortritt, sich aber im Wechsel zu Jazz und Metal befindet und von zahlreichen Klangsamples durchbrochen wird.

### Carry Stress in the Jaw und Phlegmatics

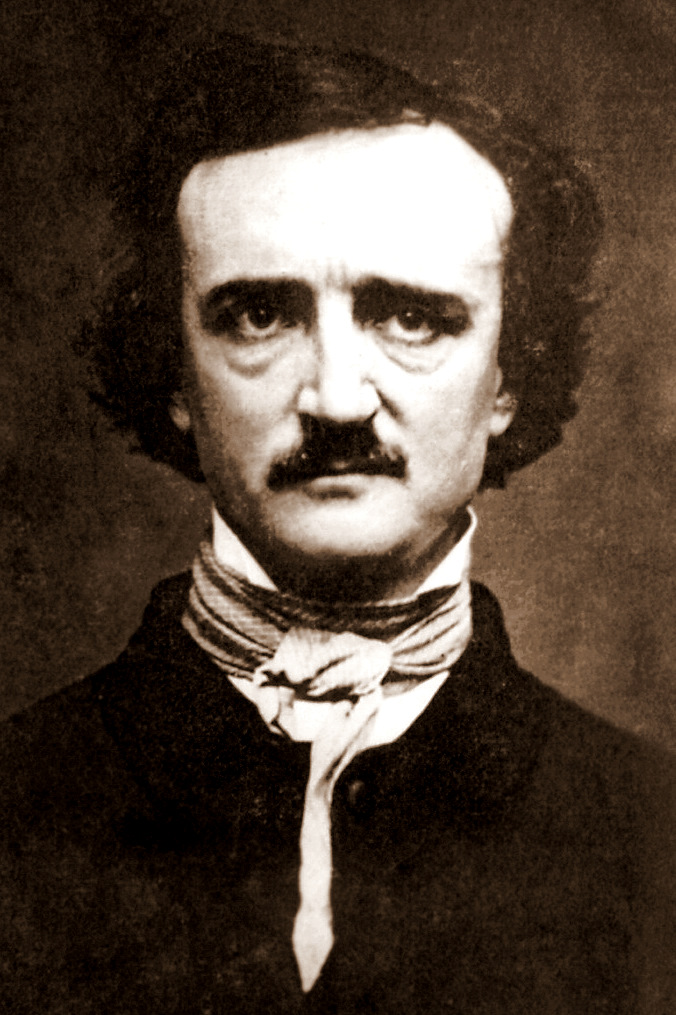
Edgar Allan Poe beeinflusste Dunn maßgeblich zu
„Carry Stress in the Jaw“.

Die Titel „Carry Stress in the Jaw“ und „Phlegmatics“ werden auch „Sleep“ (Schlaf) Teil 2 und 3 genannt. Teil 1 ist der Titel „Slowly Growing Deaf“ vom selbstbetitelten Debütalbum. Dunn benannte die Stücke erst im Nachhinein als „Sleep Part 1-3“. Alle drei Titel handeln von Körperteilen und vom Verlust der körperlichen Selbstkontrolle. Während „Slowly Growing Deaf“ (langsam taub werden) von Taubheit handelt, behandeln Teil 2 und 3 Schlafstörungen und deren Folgen. „Carry Stress In The Jaw“ thematisiert Zähneknirschen, „Phlegmatics“ hingegen nächtliches Sabbern. Dunn benannte neben seinem eigenen Zähneknirschen auch den Altsaxophonist Tim Berne als wichtigen Einfluss für „Carry Stress In The Jaw“. Darüber hinaus bezieht sich der Titel auf Edgar Allan Poes Kurzgeschichte Berinice und zitiert Poe auch wörtlich:

„(…) In the multiplied objects of the external world

I had no thoughts but for the teeth…

And of Berenice, I more seriously believed that

All her teeth were thoughts..

The white and ghastly spectrum of the teeth…

Meditations were never pleasurable…

The phantasma of the teeth maintained

Its terrible ascendency (…)“

Die Musik zu „Carry Stress In The Jaw“ wird durch ein freejazzartig gespieltes Saxophon, metaltypisches Schlagzeug und Mike Pattons Stimme, die zwischen flüsterndem Gesang und Schreien wechselt, getragen. In „Phlegmatics“ hingegen dominieren ein schnelles Schlagzeug und ein ruhiges Saxophon gegenüber Pattons hallender und langsam singender Stimme. Der Titel wird derweil auch von kurzen ruhigen Passagen unterbrochen und zum Ende mit einer Klangcollage abgeschlossen.

### Desert Search for Techno Allah

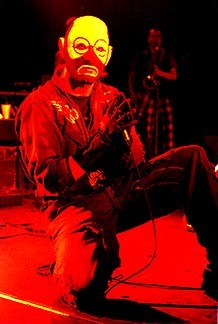
Sänger Mike Patton 1991 live mit Mr. Bungle

„Desert Search for Techno Allah“ wird regelmäßig als arabisches Technostück betitelt. Der Titel vermengt hierzu elektronische Musik mit einem einfachen Rhythmus und arabischen Instrumenten. Der Text bezieht sich auf Peter Lamborn Wilson und sein 1988 in Amerika erschienenes Buch „Skandal – Ketzerei im Islam“. Der Text enthält für den traditionellen Islam ketzerische Aussagen und Anspielungen inklusive der des Bildes eines betrunkenen Messias. Dabei nutzen sowohl Wilson als auch Mr. Bungle den islamischen Endzeitmythos, um auf das Bild eines freien irdischen Paradieses ohne eine gesetzliche oder religiöse Doktrin zu kommen; eine Idee, welche auch der arabisch vorgetragene Refrain verdeutlicht:
| „Haqiqat itself is drunk So drinks the Hidden Imam“ „Selbst die Wirklichkeit ist betrunken So trinkt der verborgene Iman“ – Desert Search for Techno Allah (Trey Spruance) | „Qiyamat a tawil Qiyamat insan al kamel“ „Die große Wiedergeburt des Anfangs Die große Wiedergeburt des Perfekten Menschen“ – Desert Search for Techno Allah (Trey Spruance) |

### Violenca Domestica
Der Titel „Violenca Domestica“ basiert lose auf den Arbeiten von Ennio Morricone, den Spruance und Patton oft als wichtige Inspiration benannten. Das Stück erinnert durch viele Klangsamples, dramatische Instrumentierungen, welche sich Ideen der sinfonischen Dichtung zunutze macht, Stimmverzerrungen und eingestreute Free-Jazz-Einlagen an ein Hörspiel. Patton spricht einen italienischen Dialog, der unter anderem von Maultrommel, Bandonen, Kastagnetten und Piano begleitet wird. Ebenjene Instrumente erwecken den Eindruck einer Nähe zu Danny Elfman. Das Gespräch umfasst einen kurzen Dialog, der einer Foltersequenz eines Mafiafilms entspricht. Die Einspielungen enthalten zum Beispiel das Geräusch des Messerschleifens.

„Ti ricordi chi tiene famiglia?

I denti non possono dire niente… senza la lingua…

Perche' la tua lingua e' mia! Mia! MIA!“

„Hast du vergessen, wer der Kopf der Familie ist?

Die Zähne können nicht sprechen … nicht ohne die Zunge …

Weshalb deine Zunge mir gehört! Mir! MIR!“

### After School Special
Der Name „After School Special“ wurde einer amerikanischen Filmreihe entlehnt, die aktuelle und besonders soziale Themen aufgriff. Der Titel selbst ist musikalisch einer der einfachsten und gradlinigsten des Albums. Er wird aus der Sicht eines Jungen erzählt, der seine Mutter verehrt, obwohl sie zulässt, dass er von seinem Vater verprügelt wird. Neben der Handlung des Lieds und dem eingehenden Refrain „Because she cooks, she cleans, she lies… she said I am handsome“ (Denn sie kocht, sie räumt auf, sie lügt … sie sagt ich bin attraktiv.) bricht die Tonspur nach dem Ende des Lieds hin zu einer Darstellung eines kindlichen Missbrauchsopfers. Mike Patton nimmt hierzu über einen Stimmverzerrer die Stimmlage eines Kindes an und spricht zuerst vergnügt, dann verstört, zum Schluss verängstigt über die Berührungen eines Erwachsenen. Trey Spruance erläuterte dazu, dass die Sequenz ein Kommentar zu Eureka sei, da die Heimatstadt der Band eine der höchsten Kindesmisshandlungs- und -missbrauchsquoten des Landes aufweisen würde.

„ha ha ha ha ha, good, no no no no, stop tickling me, stop tickling me, why are you touching me, ha ha ha ha ha, why are you touching me, ha ha ha ha… hey, where are you going?“

„ha ha ha ha ha, gut, nein nein nein nein, hör auf mich zu kitzeln, hör auf mich zu kitzeln, warum berührst du mich, ha ha ha ha ha… hey, wohin willst du?“

### The Bends
„The Bends“ (Die Taucherkrankheit) ist ein über zehn Minuten andauerndes Epos sinfonischer Dichtung, das erneut auf Danny Elfman und Ennio Morricone zurückgreift. Die rein akustische Geschichte erzählt die Reise eines Tauchers der zum Ende von „Aqua Swing“ von seinem Boot abgeschnitten wird, auf den Grund des Meeres sinkt und dort in „Love on the Event Horizon“ erst Glück empfindet und zum Ende des Titels in „Re-Entry“ stirbt. Der surreale Titel gilt als Kernstück des Albums und ist die wichtigste Grundlage für das Artwork des Albums. Die Komposition ist über weite Strecken nicht als Lied wahrzunehmen, sondern als rein sinfonische Dichtung. Obwohl Mike Patton erneut lautmalerischen Gesang nutzt, fügt sich die Stimme meist vollständig als Instrument ein. Auch die eingespielten Samples, zum Beispiel ein Echolot oder Delfingeräusche, unterstreichen die Reise des Tauchers. Dem Thema entsprechend sind alle Teile sehr ruhig und sphärisch gehalten, brechen jedoch beim Abreißen vom Boot und beim Tod des Tauchers aus diesem Schema aus.

### Backstrokin’
„Backstrokin’“ greift sowohl auf den Scat-Gesang und die elektronische Orgel der Titel „Chemical Marriage“ und „Ma Meeshka Mow Skwoz“ zurück als auch auf Klangelemente des Titels „The Bends“, verquickt diese jedoch zu Lounge-Musik und so genanntem „Space Age Pop“. Der knappe Text beschreibt lediglich eine Masturbationshandlung. Während in der ersten Hälfte das Stück nur aus Loungeelementen besteht, verändert sich in der zweiten Hälfte das Bassspiel zu einer härter angeschlagenen Variante, die Mike Patton und nicht Trevor Dunn einspielte. Hinzukommend nutzte Patton einige Tonspuren für verzerrte Stimmeffekte, die vornehmlich schwach im Hintergrund des Titels wahrnehmbar sind.

### Platypus
Ebenso wie „Everyone I Went to High School With is Dead“ ist auch „Platypus“ weit älter als die anderen Aufnahmen des Albums. „Platypus“ sollte bereits auf dem Debütalbum der Band erscheinen, wurde jedoch vorerst nicht mit aufgenommen und schaffte erst auf Disco Volante den Sprung auf ein Album. Daher existieren einige Studioversionen des Titels, die jeweils unterschiedliche Qualität besitzen und zum Teil grundverschiedene Instrumentierungen beinhalten. Die ursprünglich angedachte Version sollte wesentlich länger sein, doch die Band strich einen Großteil des Stücks zusammen. Diese erste Version stammte vollständig von Dunn, doch die Band und besonders Spruance beteiligten sich im Nachhinein an der endgültigen Studioversion. Die Musik des Titels ist enorm wechselhaft, enthält deutliche Jazzanteile bei den Piano- und Saxophonspuren und Metalanteile im Schlagzeugspiel, sie ist des Weiteren durch ein innovatives Bassspiel geprägt. In einigen Rezensionen wird der Titel als der vielschichtigste und komplexeste des Albums beschrieben. In dem Lied versucht Trevor Dunn das von ihm verehrte Schnabeltier zu charakterisieren.

“I feel akin to the Platypus. An orphan in a family. A swimmer, a recluse. Part bird, part fish, part lizard.”

„Ich fühle mich dem Schnabeltier verwandt. Eine Waise in der Familie. Ein Schwimmer, ein Einsiedler. Teils Vogel, teils Fisch, teils Echse.“

### Merry Go Bye Bye
„Merry Go Bye Bye“ schrieb Trey Spruance in der Absicht, eine eigene emotionale Tiefphase aus dem Jahr 1993 zu ironisieren. In dieser persönlichen Krise entstand auch der Noiseausbruch, welcher sich einige Minuten hinter „Merry Go Bye Bye“ versteckt. Nachdem er ein Grundgerüst der Melodie hatte, entstand der Text laut Spruance intuitiv und binnen weniger Minuten. Dieses schnelle Schreiben inspirierte ihn auch dazu, die Noiseaufnahme hinter dem Titel als Hidden Track zu platzieren. Der Titel enthält mehrere Wechsel des gesamten Musikstils. Die ersten Minuten sind durch leichten Surfrock geprägt der jedoch durchgehend konträr zum suizidalen Text steht, bricht dann über eine Death-Metal-Phase mit hermetischen Phrasen zum Pop der 1950er Jahre.
Bring back the pain of a god that’s never blue

You’re in control of the whole damned universe

Bring back the shame and the bright lights on a few

It keeps me coming back to you

The deaths were faked, the laughs were cries

But resurrections are doing fine

You got me walking into suicide

Bring den Schmerz eines nie trauernden Gottes zurück

Du wirst vom gesamten verdammten Universum kontrolliert

Bring die Schande zurück und das große Leuchten auf einige Wenige

Es bringt mich dazu, zu dir zurückzukehren

Die Tode waren vorgetäuscht, das Lachen war Weinen

Aber Wiedergeburten laufen gut

Du treibst mich in den Suizid
Merry Go Bye Bye (Trey Spruance)
Trey Spruance verbindet hinzukommend einen unglücklichen Konzertzwischenfall mit dem Titel. Mr. Bungle spielten zur Jahrtausendwende in San Francisco. Bei diesem Konzert zog sich bei einem missglückten Stagediving ein Bekannter von Spruance eine schwere Kopfverletzung zu und maß dem Titel fortan eine besondere Bedeutung bei. Bis zu jenem Zeitpunkt wusste der Freund nichts über die Entstehungsgeschichte und Spruance persönlichen Bezug zu dem Titel. Fortan war der Freund von der Vorstellung, der Titel würde Geheimnisse aus dem eigenen Leben enthalten, wahnhaft besessen und versuchte Spruance die verborgenen Geheimnisse des Textes zu entlocken. Spruance, welcher keinerlei Erklärungen für seinen Bekannten hatte, sah sich seither mit dem diffusen Schuldgefühl konfrontiert, seine überwundene Tiefphase auf jemand anderen übertragen zu haben.

“(…) worse was the feeling that I had infected him with something that was gripping his soul with that song.”

„Schlimm war das Gefühl, ich hätte ihn mit etwas angesteckt, das sein Innerstes an das Lied band.“

### Unbenannte und versteckte Stücke
In der CD-Version befindet sich hinter „Carry Stress in the Jaw“ der als „Secret Song“ oder „Spy“ bekannte Titel als Hidden Track. In der LP-Version von Disco Volante befindet sich der „Secret Song“ dank einer doppelten Pressung am gleichen Platz wie der Titel „Carry Stress in the Jaw“. Die parallel verlaufende Tonrille lässt sich auf der Schallplatte nur manuell finden und wird nicht beim regulären Durchlauf der Schallplatte abgespielt. Der Titel entstand unter dem Arbeitstitel „Secret Song“, erscheint auf einigen Setlisten jedoch auch unter dem Titel „Spy“. Der Song wurde ursprünglich heimlich ohne das Wissen Trevor Dunns aufgenommen. Dunn entdeckte den Titel jedoch kurz vor der Pressung und fügte einen Gesangspart hinzu, welchen wiederum Mike Patton bis zum Release des Albums nicht kannte. Dunn verstellte auf dem Stück seine Stimme und krächzte einen alten Mann imitierend unter anderem die Textzeilen „They kicked me out of the Band.“ (Sie haben mich aus der Band geworfen.) und „I know the Secret Song now, they wouldn’t tell me, but somehow I’ve found out, Yeah.“ (Nun kenne ich das geheime Lied, sie wollten mir nichts davon erzählen, aber irgendwie habe ich es herausgefunden.). Dunns hinzugefügte Textzeilen führten zu der häufigen Fehlinterpretation des Songs, es handele sich um einen Kommentar bezüglich Jim Martin und seinen Rauswurf aus der Band Faith No More. Obwohl Spruance Martin ersetzte und Pattons Einfluss auf Faith No More mitunter zu den Schwierigkeiten zwischen Martin und Faith No More führte, negiert die Band diese Vorstellung. Die Musiker und Songschreiber neben Dunn sind nicht bekannt, Dunn mutmaßte jedoch, dass McKinnon das Schlagzeug und Patton den Bass spielten.
Der im Booklet unbetitelte Noiseausbruch hinter „Merry Go Bye Bye“ findet sich unter dem Titel „Millers Higher Life“ auch auf der 1995 veröffentlichten Klangtest-CD „Stereo Test Record Vol. 1“ der Firma Indiscreet, für welche Spruance das Stück ursprünglich geschrieben hatte. Der Titel entstand dabei während einer emotionalen Tiefphase, über die Spruance auch in dem Song „Merry Go Bye Bye“ schreibt.

## Bewertung
Disco Volante wird in verschiedenen Online-Magazinen als das eigenartigste und düsterste Album der Band bezeichnet und vereinzelt zu einer der wichtigsten Veröffentlichungen der 1990er Jahre erklärt. Diese Ansicht teilt auch Geoffrey Himes von der Washington Post, der Disco Volante für das Onlineversandhaus amazon.com das Album rezensierte: “[o]ne of the most uncompromising and adventurous major label releases of the ’90s” (deutsch: „eine der kompromisslosesten und abenteuerlichsten Major-Label-Veröffentlichungen der 90er Jahre“) nennt. Auf allmusic bezeichnet Greg Prato das Album als musikalische Entsprechung eines David-Lynch-Films.

“On its uncompromising second release, Disco Volante, the group focuses its sound a bit more than on its 1991 self-titled debut but still keeps things unruly and completely unpredictable. […] What they’ve created in the process is a totally original and new musical style and an album that sounds like nothing that currently exists.”

„Auf ihrer kompromisslosen zweiten Veröffentlichung, Disco Volante, verfolgt die Band einen etwas fokussierteren Klang als auf ihrem selbstbetitelten Debüt von 1991, bleibt dabei aber widerspenstig und völlig unvorhersehbar. […] Was sie in diesem Prozess erschaffen haben ist ein völlig origineller und neuer Musikstil und ein Album, das wie nichts klingt, das momentan existiert.“

Von der Redaktion von laut.de wurde Disco Volante auf die Liste der Meilensteine der Musikgeschichte aufgenommen. In der dazugehörigen Rezension wurde das Album als sogar für Mr.-Bungle-Verhältnisse verstörend, aber gleichzeitig innovativ und einmalig beschrieben.
Populäre Bands aus unterschiedlichen Genrebereichen wie die Progrocker Oceansize, die Mathcorebands The Dillinger Escape Plan und Between the Buried and Me oder die Alternative-Metal-Band Incubus nannten Mr. Bungle und Disco Volante als wichtigen musikalischen Einfluss.
Aufgrund der Weigerung der Plattenfirma, das Album auf dem europäischen Markt zu verbreiten, und der ohnehin geringen Werbung wurde Disco Volante kaum in deutschen Magazinen besprochen. Die Internetpräsenz des EMP-Magazins betitelte Disco Volante als „eines der wichtigsten und bahnbrechendsten Releases in der Karriere von Mike Patton“. Wolf Kampmann verlieh dem Album 1996 im Magazin Visions 12 von 12 möglichen Punkten und verdeutlichte den künstlerischen Wert im Vergleich zu Pattons und Spruance’ Band Faith No More. Auch Carsten la Tendresse hob in seiner Kritik des Nachfolgewerks die Bedeutung von Disco Volante hervor:

„‚Disco Volante‘ war der Brocken des Jahrtausends, das ultimative Sturm-Und-Drang-Statement eines Kollektivs von Menschen, die Musik bis weit über den Anschlag hinaus leben, atmen, sezieren, zerschreddern. Ein spastisches Feuerwerk zwischen Noise, Metal, Pop, Adriano Celentano und Massenmördertum. Für mich persönlich und viele andere Menschen mit kurzer Aufnahmespanne eine der besten Platten aller Zeiten.“